# Bufo tibetanus
Bufo tibetanus är en groddjursart som beskrevs av Sergei Fedorovich Zarevskij 1926. Bufo tibetanus ingår i släktet Bufo och familjen paddor. IUCN kategoriserar arten globalt som livskraftig. Inga underarter finns listade.